# أوستين شيبرد
أوستين شيبرد (بالإنجليزية: Austin Shepherd)‏ هو لاعب كرة قدم أمريكية أمريكي، ولد في 28 مايو 1992 في بوفورد في الولايات المتحدة.

## وصلات خارجية
- أوستين شيبرد على موقع مرجع كرة القدم المحترفة.كوم (الإنجليزية)